# Piaget SA

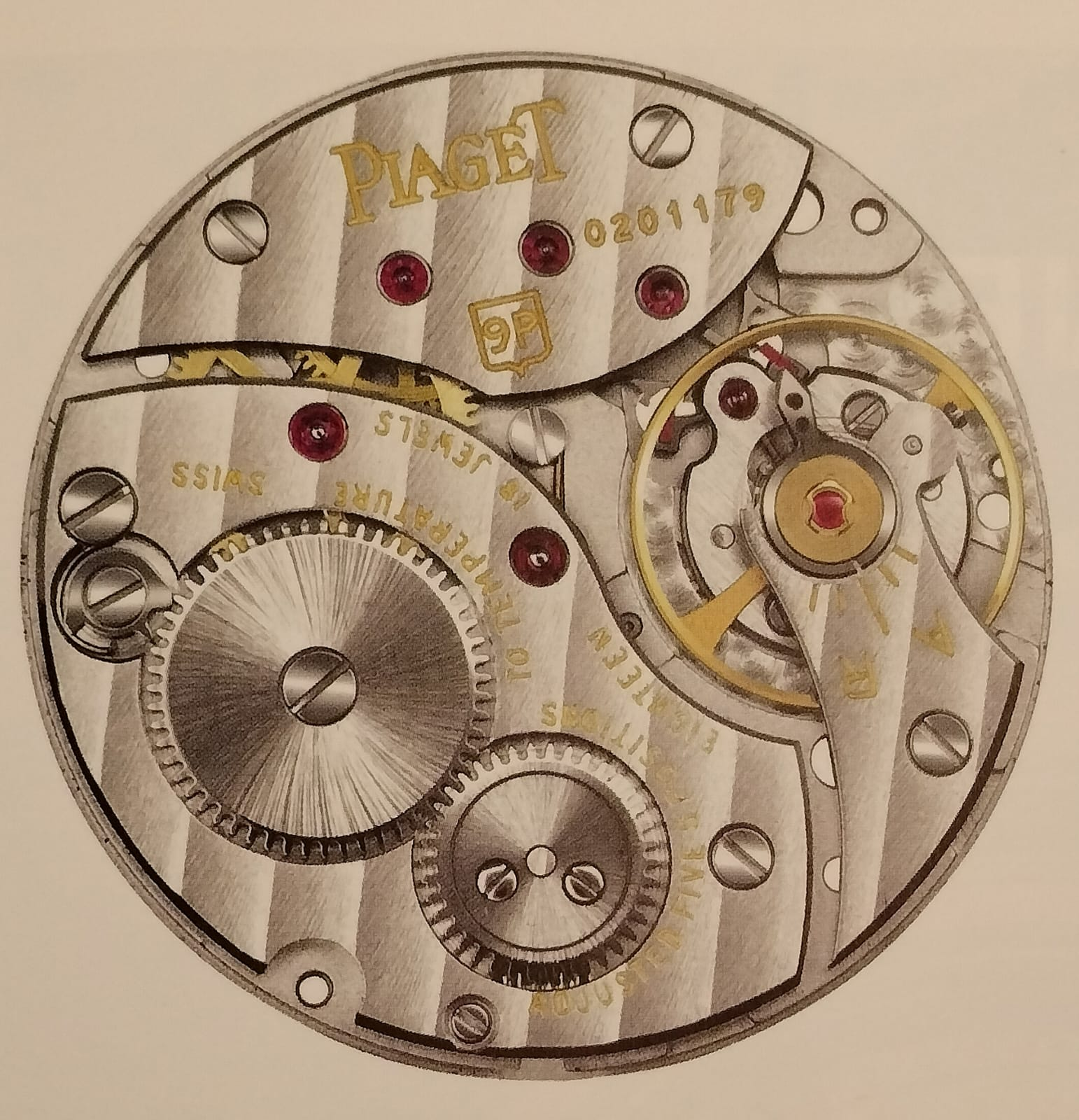
Piaget 9P, uno de los movimientos más famosos de la casa relojera

Piaget es una empresa suiza de relojería y joyería de lujo y artesanal, fundada en 1874 por Georges Piaget, en la aldea de La Côte-aux-Fées. Pertenece al grupo suizo Richemont, especializado en el sector del lujo.

## Historia

### Los inicios (1874-1942)
En 1874, Georges Edouard Piaget instala su primer taller en la granja familiar, situada en una pequeña aldea del Jura suizo, La Côte-aux-Fées. Especializado en los relojes de bolsillo y en la fabricación de movimientos relojeros de alta precisión que le encargan algunas marcas de renombre, el nombre “Piaget” pronto comienza a circular más allá de las fronteras de la región.
En 1911, Timothée Piaget, hijo de Georges Piaget, toma las riendas de la compañía familiar y la manufactura comienza a dedicarse a los relojes de pulsera.
.

### Una marca registrada (1943-1955)
En 1943, por iniciativa de Gérald y Valentin Piaget, nietos del fundador, se registra la marca Piaget. Así, la manufactura de La Côte-aux-Fées comienza a fabricar sus propias creaciones y se desarrolla a escala internacional.
En razón de su gran expansión, en 1945, la empresa familiar abre una nueva manufactura, en la misma localidad de La Côte-aux-Fées, pero más orientada hacia la innovación y los movimientos extraplanos.

### El movimiento extraplano y la joyería (1956-1963)
En 1957, la manufactura de La Côte-aux-Fées lanza el Calibre 9P, primer movimiento mecánico extraplano de cuerda manual (2mm de espesor). Más adelante, en 1960, los relojeros de Piaget desarrollan el Calibre 12P, movimiento automático más plano del mundo, con 2,3mm de espesor (oficialmente registrado en el Libro Guinness).
La colección de Piaget se diversifica y, además de los relojes moneda, relojes anillo, relojes broche y relojes gemelo, Piaget crea sus primeros adornos de joyería. En 1957, se lanza el reloj para caballeros Emperador, que se convirtió en un modelo de referencia de la marca. La expansión obliga a la firma a abrir una nueva manufactura en Ginebra, especializada en joyería y, en 1959, se inaugura la primera boutique.

### El auge (1964-1987)
De inmediato, la joyería goza de un reconocimiento internacional, gracias a personalidades como Jackie Kennedy, Gina Lollobrigida y Andy Warhol. En 1964, Piaget presenta los primeros relojes dotados de esferas de piedra dura: lapislázuli, turquesa, ónice y ojo de tigre. Luego, Piaget lanza el reloj puño, símbolo de la relojería preciosa y, en 1976, aparece el Calibre 7P con el movimiento de cuarzo más pequeño de su generación. El reloj Piaget Polo, de estilo vanguardista, se presenta en 1979 y se transforma en un icono de la marca. Mismo éxito para la colección Dancer, lanzada en 1986. Bajo la presidencia de Yves Piaget desde 1980, Piaget impone su singular estatus de “joyero en relojería”.

### Fusión (1988-2000)
En 1988, el grupo de lujo Vendôme, actualmente conocido como Richemont, adquiere la manufactura Piaget. En los años noventa, se presentan nuevas colecciones: Possession, Tanagra, Limelight y Miss Protocole, con sus pulseras intercambiables. En relojería, Piaget lanza el modelo Altiplano y reinterpreta, en 1999, uno de sus clásicos, la línea Emperador. Las piezas de alta relojería con complicaciones se agruparán en una misma colección: Black Tie.

### Nuevo movimiento (2001-2008)
En 2001, se inauguró la nueva Manufactura de Alta Relojería Piaget en Plan-les-Ouates, en las afueras de Ginebra, pero los movimientos seguirán fabricándose en La Côte-aux-Fées, cuna histórica de la familia. El nuevo edificio reúne más de 40 oficios relacionados con la relojería y joyería.
El mismo año, Piaget rejuvenece sus modelos Polo, línea de relojes de los años setenta, y lanza la colección Magic Reflections. 
La manufactura desarrolla varias líneas de movimientos mecánicos y, en 2002, presenta el primer movimiento tourbillon creado por Piaget, el Calibre 600P, tourbillon más plano del mundo, con 3,5mm de espesor. En 2004, Piaget festeja los 130 años de su creación.

## Lo que hace Piaget
Piaget diseña, desarrolla y fabrica internamente sus movimientos mecánicos. La manufactura existe desde 1874 y reúne más de 40 oficios, que abarcan desde el diseño conceptual hasta la entrega del reloj con complicaciones o de un adorno de alta joyería .

### Movimiento Extraplano
Piaget figura entre los precursores de los movimientos extraplanos, con los movimientos 9P manual y 12P automático, los más planos de su categoría en 1957 y 1960 respectivamente. Más recientemente, éstos dieron origen a desarrollos más modernos como el 430P, 450P o 438P, con un espesor de apenas 2,1mm. Estas últimas innovaciones se utilizaron, en particular, para la línea Altiplano.

### Movimiento Tourbillon
El desarrollo del movimiento Tourbillon llevó más de 3 años. De estos estudios resultó el calibre 600P, el movimiento tourbillon más plano del mundo (3,5mm de espesor). La jaula pesa unos escasos 0,2 gramos y es particularmente sofisticada, al estar compuesta de 42 minúsculas piezas, entre ellas, 3 puentes de titanio. El tourbillon “volante”, que reposa en un único eje, está decorado con la letra “P”, lo que supone una dificultad adicional para el equilibrado. Para que la pieza sea 100% fiable, un solo maestro relojero efectúa todo el trabajo de ensamblaje e introducción y fijación del movimiento en la caja.

### Movimiento Tourbillon Esqueleto
El movimiento tourbillon “volante” de Piaget, complicación emblemática, es el más plano del mundo (3,5mm de espesor). Dividido en 60 secciones que representan los segundos, el motivo sol grabado con técnica guilloché brilla desde la jaula del tourbillon. El modelo de oro está engastado y cubierto con piedras preciosas. Un solo maestro relojero ensambla y coloca en la caja cada uno de los movimientos tourbillon esqueleto, que le han valido a Piaget numerosas patentes de invención.

### Movimiento Retrógrado
El Calibre 560P es un movimiento mecánico de remontaje automático diseñado, desarrollado y fabricado en la propia Manufactura Piaget y dotado de un complejo mecanismo para visualizar los segundos retrógrados. La aguja se mueve entre el 0 y el 30 en un arco de circunferencia situado a las 12, para volver inmediatamente a su punto de partida. 24 meses de diseño fueron necesarios para los acabados artesanales: decorado Côtes de Genève circular, perlado de la platina, puentes estirados y achaflanados y tornillos azulados.

### Movimiento Automático
En 2006 se lanza una nueva generación de movimientos mecánicos de remontaje automático. El 800P, con indicación de horas, minutos, segundero central y gran fecha, está equipado con dos barriletes que garantizan una reserva de marcha de 72 horas. Este calibre de 12 líneas, o sea, 26,8 mm de diámetro, late a la tradicional frecuencia de 21.600 alternancias por hora (3 hertz) y su ajuste se efectúa mediante un volante con tornillos. La variante 850P presenta un segundero pequeño y un doble huso horario en dos subesferas. El indicador día/noche sincronizado en el huso central completa la información.

### La técnica del esmalte
Piaget perpetúa el arte de la pintura en miniatura gracias a una técnica tradicional. El artesano esmaltador toma el esmalte bruto, lo tritura y limpia hasta obtener un polvo muy fino, que luego mezcla con esencias y aceites especiales para obtener la paleta de colores. El esmalte se aplica con un pincel, en finas capas sucesivas, y cada una de ellas se vitrifica mediante exposición a temperaturas superiores a 800 °C. Cada pieza esmaltada ha de exponerse al fuego unas 20 veces. Así, el esmalte y sus colores permanecen inalterables.

### Engaste y gemología
Piaget cuenta con el taller de joyería más importante de Ginebra. Todas las piedras se tallan, ajustan y engastan a mano.
El mismo tratamiento recibe la selección de diamantes y piedras preciosas. Por ejemplo, los diamantes responden a los estándares de color (D a G) y pureza (IF aVVS). Además, son rigurosamente controlados según un protocolo interno, en cuanto a criterios como el color, talla, pureza y peso.
El taller Piaget es miembro del “Council for Responsible Jewellery Practices” y del “Kimberley Process Certification Scheme”, que garantiza el origen legítimo de los diamantes y su no vinculación con conflictos bélicos.